# Cantone di Veyre-Monton
Il Cantone di Veyre-Monton era una divisione amministrativa dell'arrondissement di Clermont-Ferrand.
È stato soppresso a seguito della riforma complessiva dei cantoni del 2014, che è entrata in vigore con le elezioni dipartimentali del 2015.
Comprendeva i comuni di
- Authezat
- Le Cendre
- Corent
- Le Crest
- Les Martres-de-Veyre
- Orcet
- Plauzat
- La Roche-Blanche
- La Sauvetat
- Tallende
- Veyre-Monton